# Ksar Sbahi (distrito)
Ksar Sbahi é um distrito localizado na província de Oum El Bouaghi, Argélia, e cuja capital é a cidade de mesmo nome. A população total do distrito era de 11 833 habitantes, em 2008.[carece de fontes?]

## Comunas
O distrito consiste de apenas uma única comuna:
- Ksar Sbahi